# Cykling under sommer-OL 2020
Cykelsport under sommer-OL 2020 finder sted 24. juli - 8. august 2021. De forskellige discipliner bliver afviklet hver for sig med linjeløbenes start i Musashinonomori Park, der ligger centralt i Heritage zonen of slut på Fuji International Speedway banen, der ligger i Tokyo Bay zonen. Her afvikles også enkeltstarterne. Banecyklingen afvikles i Izu Velodrome og mountainbike afvikles på Izu Mountain Bike Course i byen Izu i præfekturet (administrative område) Shizuoka. BMX konkurrencerne afvikles på Olympic BMX Course, der ligger i Tokyo Bay zonen. Der bliver kvalificeret 528 ryttere til de i alt 22 discipliner for både herrer og damer.

## Format
Der er 4 forskellige discipliner ved cykelsporten under sommer-OL 2020. Det drejer sig om Landevejscykling, Banecykling, Mountainbike og BMX. I alle discipliner konkurreres der for herrer og damer. Landevejscykling er opdelt i linjeløb og enkeltstart mens banecykling er opdelt i de seks underdiscipliner: Sprint, holdsprint, holdforfølgelse, keirin, omnium og parløb. I mountainbike konkurreres der i Cross Country mens der i BMX konkurreres i racing og freestyle.

## Tidsplan
| Måned            | Juli    | Juli    | Juli    | Juli     | Juli    | Juli     | Juli    | Juli    | August | August | August  | August | August  | August | August | August |
| Datoer           | 24. Lør | 25. Søn | 26. Man | 27. Tirs | 28. Ons | 29. Tors | 30. Fre | 31. Lør | 1. Søn | 2. Man | 3. Tirs | 4. Ons | 5. Tors | 6. Fre | 7. Lør | 8. Søn |
| ---------------- | ------- | ------- | ------- | -------- | ------- | -------- | ------- | ------- | ------ | ------ | ------- | ------ | ------- | ------ | ------ | ------ |
| Landevejscykling | 1       | 1       |         |          | 2       |          |         |         |        |        |         |        |         |        |        |        |
| Banecykling      |         |         |         |          |         |          |         |         |        | 1      | 2       | 1      | 2       | 2      | 1      | 3      |
| BMX Racing       |         |         |         |          |         | ●        | 2       |         |        |        |         |        |         |        |        |        |
| BMX Freestyle    |         |         |         |          |         |          |         | ●       | 2      |        |         |        |         |        |        |        |
| Mountainbike     |         |         | 1       | 1        |         |          |         |         |        |        |         |        |         |        |        |        |

## Medaljefordeling
*   Værtsnation ( Japan)
| Rank               | Nation             | Guld | Sølv | Bronze | Total |
| ------------------ | ------------------ | ---- | ---- | ------ | ----- |
| 1                  | Storbritannien     | 6    | 4    | 2      | 12    |
| 2                  | Holland            | 5    | 3    | 4      | 12    |
| 3                  | Schweiz            | 1    | 3    | 2      | 6     |
| 4                  | Danmark            | 1    | 2    | 0      | 3     |
| 5                  | USA                | 1    | 1    | 1      | 3     |
| 6                  | Tyskland           | 1    | 1    | 0      | 2     |
| 7                  | Italien            | 1    | 0    | 2      | 3     |
| 7                  | Australien         | 1    | 0    | 2      | 3     |
| 9                  | Canada             | 1    | 0    | 1      | 2     |
| 9                  | Slovenien          | 1    | 0    | 1      | 2     |
| 11                 | Ecuador            | 1    | 0    | 0      | 1     |
| 11                 | Kina               | 1    | 0    | 0      | 1     |
| 11                 | Østrig             | 1    | 0    | 0      | 1     |
| 14                 | New Zealand        | 0    | 2    | 0      | 2     |
| 15                 | Colombia           | 0    | 1    | 1      | 2     |
| 16                 | Venezuela          | 0    | 1    | 0      | 1     |
| 16                 | Ukraine            | 0    | 1    | 0      | 1     |
| 16                 | Malaysia           | 0    | 1    | 0      | 1     |
| 16                 | Japan*             | 0    | 1    | 0      | 1     |
| 16                 | Belgien            | 0    | 1    | 0      | 1     |
| 21                 | Frankrig           | 0    | 0    | 2      | 2     |
| 22                 | Spanien            | 0    | 0    | 1      | 1     |
| 22                 | Hongkong           | 0    | 0    | 1      | 1     |
| Total (23 nations) | Total (23 nations) | 22   | 22   | 20     | 64    |

## Medaljetagere
| Landevejscykling           |                                                                                          |                                                                                                  |                                                                                                  |
| Linjeløb (herrer)          | Richard Carapaz · Ecuador                                                                | Wout van Aert · Belgien                                                                          | Tadej Pogačar · Slovenien                                                                        |
| Linjeløb (damer)           | Anna Kiesenhofer · Østrig                                                                | Annemiek van Vleuten · Holland                                                                   | Elisa Longo Borghini · Italien                                                                   |
| Enkeltstart (herrer)       | Primož Roglič · Slovenien                                                                | Tom Dumoulin · Holland                                                                           | Rohan Dennis · Australien                                                                        |
| Enkeltstart (damer)        | Annemiek van Vleuten · Holland                                                           | Marlen Reusser · Schweiz                                                                         | Anna van der Breggen · Holland                                                                   |
| Banecykling                |                                                                                          |                                                                                                  |                                                                                                  |
| Sprint (herrer)            | Harrie Lavreysen · Holland                                                               | Jeffrey Hoogland · Holland                                                                       | Jack Carlin · Storbritannien                                                                     |
| Sprint (damer)             | Kelsey Mitchell · Canada                                                                 | Olena Starikova · Ukraine                                                                        | Lee Wai-sze · Hongkong                                                                           |
| Holdsprint (herrer)        | Holland (NED) · Jeffrey Hoogland · Harrie Lavreysen · Roy van den Berg · Matthijs Büchli | Storbritannien (GBR) · Jack Carlin · Jason Kenny · Ryan Owens                                    | Frankrig (FRA) · Florian Grengbo · Rayan Helal · Sébastien Vigier                                |
| Holdsprint (damer)         | Kina (CHN) · Bao Shanju · Zhong Tianshi                                                  | Tyskland (GER) · Lea Friedrich · Emma Hinze                                                      | Ruslands Olympiske Komité (ROC_2020) · Darja Sjmeljova · Anastasija Vojnova                      |
| Holdforfølgelse (herrer)   | Italien (ITA) · Simone Consonni · Filippo Ganna · Francesco Lamon · Jonathan Milan       | Danmark (DEN) · Niklas Larsen · Lasse Norman Hansen · Rasmus Pedersen · Frederik Rodenberg       | Australien (AUS) · Leigh Howard · Kelland O'Brien · Luke Plapp · Sam Welsford · Alexander Porter |
| Holdforfølgelse (damer)    | Tyskland (GER) · Franziska Brauße · Lisa Brennauer · Lisa Klein · Mieke Kröger           | Storbritannien (GBR) · Katie Archibald · Laura Kenny · Neah Evans · Josie Knight · Elinor Barker | USA (USA) · Chloé Dygert · Megan Jastrab · Jennifer Valente · Emma White · Lily Williams         |
| Keirin (herrer)            | Jason Kenny · Storbritannien                                                             | Azizulhasni Awang · Malaysia                                                                     | Harrie Lavreysen · Holland                                                                       |
| Keirin (damer)             | Shanne Braspennincx · Holland                                                            | Ellesse Andrews · New Zealand                                                                    | Lauriane Genest · Canada                                                                         |
| Omnium (herrer)            | Matthew Walls · Storbritannien                                                           | Campbell Stewart · New Zealand                                                                   | Elia Viviani · Italien                                                                           |
| Omnium (damer)             | Jennifer Valente · USA                                                                   | Yumi Kajihara · Japan                                                                            | Kirsten Wild · Holland                                                                           |
| Parløb (herrer)            | Danmark (DEN) · Lasse Norman Hansen · Michael Mørkøv                                     | Storbritannien (GBR) · Ethan Hayter · Matthew Walls                                              | Frankrig (FRA) · Donavan Grondin · Benjamin Thomas                                               |
| Parløb (damer)             | Storbritannien (GBR) · Katie Archibald · Laura Kenny                                     | Danmark (DEN) · Amalie Dideriksen · Julie Leth                                                   | Ruslands Olympiske Komité (ROC_2020) · Gulnas Khatuntseva · Marija Novolodskaja                  |
| Mountainbike               |                                                                                          |                                                                                                  |                                                                                                  |
| MTB Cross Country (herrer) | Tom Pidcock · Storbritannien                                                             | Mathias Flückiger · Schweiz                                                                      | David Valero · Spanien                                                                           |
| MTB Cross Country (damer)  | Jolanda Neff · Schweiz                                                                   | Sina Frei · Schweiz                                                                              | Linda Indergand · Schweiz                                                                        |
| BMX-racing                 |                                                                                          |                                                                                                  |                                                                                                  |
| BMX-racing (herrer)        | Niek Kimmann · Holland                                                                   | Kye Whyte · Storbritannien                                                                       | Carlos Ramírez · Colombia                                                                        |
| BMX-racing (damer)         | Beth Shriever · Storbritannien                                                           | Mariana Pajón · Colombia                                                                         | Merel Smulders · Holland                                                                         |
| BMX-freestyle              |                                                                                          |                                                                                                  |                                                                                                  |
| BMX-freestyle (herrer)     | Logan Martin · Australien                                                                | Daniel Dhers · Venezuela                                                                         | Declan Brooks · Storbritannien                                                                   |
| BMX-freestyle (damer)      | Charlotte Worthington · Storbritannien                                                   | Hannah Roberts · USA                                                                             | Nikita Ducarroz · Schweiz                                                                        |